# Teabagging

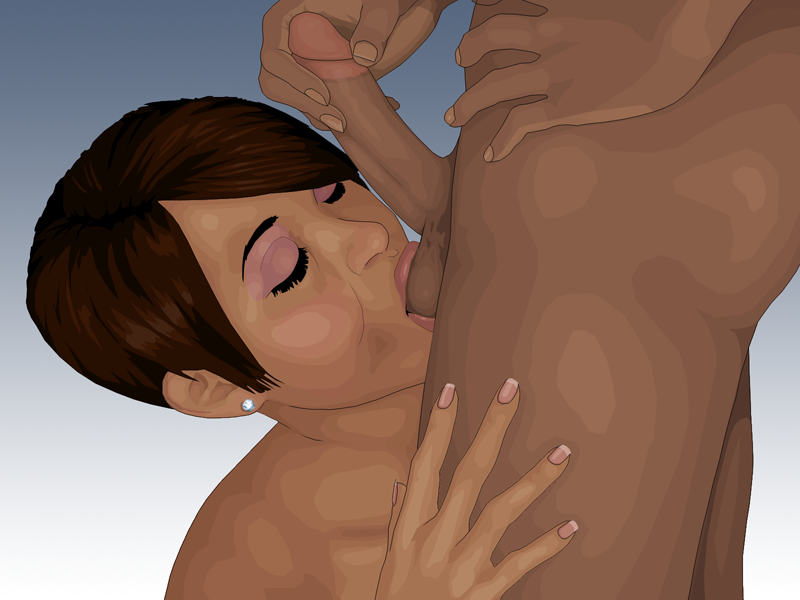
Teabagging z udziałem kobiety

Teabagging – slangowe określenie zachowania seksualnego polegającego na umieszczeniu przez mężczyznę swojej moszny w ustach innej osoby. Praktyka ta ma się kojarzyć z zaparzaniem torebki herbaty w filiżance z wodą, skąd pochodzi jej nazwa.